# Damernas 4 × 100 meter medley vid världsmästerskapen i kortbanesimning 2024
Damernas 4 × 100 meter medley vid världsmästerskapen i kortbanesimning 2024 avgjordes den 15 december 2024 i Donau Arena i Budapest i Ungern.
Guldet togs av USA efter ett lopp på 3 minuter och 40,41 sekunder, vilket blev ett nytt världsrekord. Silvret togs av Storbritannien och bronset togs av Kina.

## Rekord
Inför tävlingens start fanns följande världs- och mästerskapsrekord:
|                   | Nation | Tid     | Ort                   | Datum            |
| ----------------- | ------ | ------- | --------------------- | ---------------- |
| Världsrekord      | USA    | 3.44,35 | Melbourne, Australien | 18 december 2022 |
| Mästerskapsrekord | USA    | 3.44,35 | Melbourne, Australien | 18 december 2022 |

Följande nya rekord noterades under mästerskapet:
| Datum       | Omgång | Nation    | Tid     | Rekord |
| ----------- | ------ | --------- | ------- | ------ |
| 15 december | Final  | USA (USA) | 3.40,41 | 0VR0   |

## Resultat

### Försöksheat
Försöksheaten startade klockan 10:24.
| Placering | Heat | Bana | Nation             | Simmare | Tid     | Noteringar |
| --------- | ---- | ---- | ------------------ | --- | ------- | ---------- |
| 1         | 3    | 4    | USA                | Katharine Berkoff (55,34) Emma Weber (1.05,30) Alex Shackell (55,81) Alex Walsh (52,11)                                  | 3.48,56 | 0Q0        |
| 2         | 3    | 5    | Kina               | Qian Xinan (56,69) Tang Qianting (1.03,11) Chen Luying (56,42) Liu Shuhan (52,88)                                        | 3.49,10 | 0Q0        |
| 3         | 2    | 3    | Sverige            | Hanna Rosvall (57,74) Olivia Klint Ipsa (1.04,80) Louise Hansson (55,19) Sara Junevik (52,06)                            | 3.49,79 | 0Q0        |
| 4         | 2    | 6    | Storbritannien     | Abbie Wood (57,62) Angharad Evans (1.03,80) Eva Okaro (57,10) Freya Anderson (51,68)                                     | 3.50,20 | 0Q0        |
| 5         | 3    | 7    | Italien            | Sara Curtis (57,46) Benedetta Pilato (1.04,23) Elena Capretta (56,65) Sofia Morini (52,46)                               | 3.50,80 | 0Q0        |
| 6         | 1    | 3    | Neutral Athletes B | Elizaveta Agapitova (57,77) Julia Jefimova (1.04,65) Arina Surkova (56,86) Darja Trofimova (52,53)                       | 3.51,81 | 0Q0        |
| 7         | 2    | 7    | Ungern             | Lora Komoróczy (57,30) Henrietta Fángli (1.04,65) Panna Ugrai (57,06) Petra Senánszky (52,91)                            | 3.51,92 | 0Q0        |
| 8         | 3    | 3    | Japan              | Aimi Nagaoka (58,57) Kotomi Kato (1.04,65) Mizuki Hirai (55,55) Yume Jinno (53,48)                                       | 3.52,25 | 0Q0        |
| 9         | 3    | 6    | Nederländerna      | Kira Toussaint (57,33) Tessa Giele (1.05,82) Maaike de Waard (56,80) Milou van Wijk (53,07)                              | 3.53,02 | R          |
| 10        | 2    | 4    | Australien         | Iona Anderson (57,65) Tara Kinder (1.07,08) Lily Price (55,83) Milla Jansen (53,26)                                      | 3.53,82 | R          |
| 11        | 3    | 2    | Polen              | Adela Piskorska (57,30) Dominika Sztandera (1.05,69) Paulina Peda (57,98) Kornelia Fiedkiewicz (53,30)                   | 3.54,27 |            |
| 12        | 1    | 4    | Nya Zeeland        | Helena Gasson (57,04) Brearna Crawford (1.07,13) Hazel Ouwehand (59,27) Zoe Pedersen (53,58)                             | 3.57,02 |            |
| 13        | 2    | 8    | Slovakien          | Teresa Ivan (59,79) Andrea Podmaníková (1.06,31) Tamara Potocká (56,72) Lillian Slušná (54,36)                           | 3.57,18 |            |
| 14        | 2    | 1    | Sydafrika          | Milla Drakopoulos (59,32) Lara van Niekerk (1.06,13) Rebecca Meder (57,20) Jessica Thompson (55,03)                      | 3.57,68 | 0AR0       |
| 15        | 2    | 2    | Sydkorea           | Kim Seung-won (59,28) Park Si-eun (1.06,21) Jeong So-eun (1.01,18) Hur Yeon-kyung (54,89)                                | 4.01,56 |            |
| 16        | 3    | 1    | Hongkong           | Cindy Cheung (1.02,13) Man Wui Kiu (1.07,76) Yeung Hoi Ching (58,49) Li Sum Yiu (54,60)                                  | 4.02,98 |            |
| 17        | 1    | 5    | Thailand           | Saovanee Boonamphai (1.03,24) Phiangkhwan Pawapotako (1.08,87) Jinjutha Pholjamjumrus (1.01,31) Jenjira Srisaard (55,35) | 4.08,77 |            |
| 18        | 2    | 5    | Kanada             | Kylie Masse (56,34) Alexanne Lepage (1.05,15) Ingrid Wilm (58,16) Penny Oleksiak                                         | 0DSQ0   | 0DSQ0      |
| 18        | 3    | 8    | Spanien            | Carmen Weiler Emma Carrasco Laura Cabanes María Daza                                                                     | 0DNS0   | 0DNS0      |

### Final
Finalen startade klockan 18:54.
| Placering | Bana | Nation             | Simmare                                                                                                 | Tid     | Noteringar |
| --------- | ---- | ------------------ | --- | ------- | ---------- |
| 1         | 4    | USA                | Regan Smith (54,02) 0VR0 Lilly King (1.03,02) Gretchen Walsh (52,84) Kate Douglass (50,53)              | 3.40,41 | 0VR0       |
| 2         | 6    | Storbritannien     | Abbie Wood (57,44) Angharad Evans (1.03,18) Eva Okaro (56,11) Freya Anderson (51,11)                    | 3.47,84 |            |
| 3         | 5    | Kina               | Qian Xinan (56,88) Tang Qianting (1.03,17) Chen Luying (56,25) Liu Shuhan (51,63)                       | 3.47,93 |            |
| 4         | 3    | Sverige            | Hanna Rosvall (57,79) Sophie Hansson (1.04,54) Louise Hansson (54,67) Sara Junevik (51,35)              | 3.48,35 |            |
| 5         | 7    | Neutral Athletes B | Elizaveta Agapitova (58,16) Jevgenija Tjikunova (1.03,26) Arina Surkova (56,48) Darja Klepikova (51,45) | 3.49,35 |            |
| 6         | 2    | Italien            | Sara Curtis (57,41) Benedetta Pilato (1.04,30) Elena Capretta (57,01) Sofia Morini (51,64)              | 3.50,36 |            |
| 7         | 8    | Japan              | Aimi Nagaoka (58,52) Kotomi Kato (1.04,29) Mizuki Hirai (55,44) Yume Jinno (52,88)                      | 3.51,13 |            |
| 8         | 1    | Ungern             | Lora Komoróczy (57,58) Henrietta Fángli (1.04,91) Panna Ugrai (56,75) Minna Ábrahám (52,41)             | 3.51,65 |            |